# Асен Селимський
Асен Георгієв Селимський (болг. Асен Георгиев Селимски, 10 серпня 1930, Плевен — 9 січня 2023, Софія) — болгарський оперний співак, баритон. Соліст Софійської опери протягом 30 років з 1960 року. Народний актор НРБ (1982). Педагог, професор Болгарської національної консерваторії (1991).

## Біографія
Народився Плевені. З дитинства любив співати та мріяв стати славетним кіноартистом чи естрадним виконавцем, як Арі Лєшніков. Брав участь у молодіжному вокальному ансамблі. Після закінчення гімназії вирушив до Софії, щоб навчатися в консерваторії у свого двоюрідного дядька, знаного оперного баритона та педагога Христо Бримбарова, який славився гарною італійською вокальною школою. З 4 курсу підробляв у хорі радіо. 1954 року закінчив консерваторію і далі навчався у дворічній Оперній школі. Дебютував восени 1955 року в ролі Ріголетто в однойменній опері Джузеппе Верді в постановці Врацької муніципальної опери. За результатами прослуховування запрошений до штату Русенської опери (1955), яка на той час займала провідні позиції за межами столиці. Швидко заслужив любов публіки в ролях Жермона та графа ді Луна («Травіата» та «Трубадур» Джузеппе Верді), Белькоре («Любовний напій» Гаетано Доніцетті), Леско («Манон» Жуль Массне), Джека Ренса («Дівчина з Заходу" Джакомо Пуччіні). 1959 року вперше постав у ролі Фігаро («Севільський цирульник» Джоаккіно Россіні), яка стала коронною в репертуарі співака, він виконав її понад 150 разів.
«… з роками Селимський став зразком, з яким звіряли свої досягнення його молодші колеги. Для мене (і не тільки для мене) Селимський з його блискучим голосом і грою, що чудово виконує найвіртуозніші місця, досі залишається неперевершеним у життєрадісній і світлій партії Фігаро. Немає незамінних, але є неповторні співаки. Гарний, рухливий, що вміє за допомогою міміки, жесту, пози створити ситуацію, викликати сміх. Голос його ллється вільно, красиво, відточене бельканто і дуже виразні речитативи та скоромовки…»Оригінальний текст (болг.)
„...с годините Селимски стана образец, по който мереха постиженията си неговите по-млади колеги. Фигаро – блестящ в глас и игра, жизнерадостен, светъл, великолепно пеещ и най-виртуозните места, за мен (и не само за мен) до днес той си остава ненадминат в тази партия. Няма незаменими, но има неповторими певци. Красив, подвижен, умеещ с мимика, жест, поза да създаде ситуация, да предизвика смях. Гласът му се лее свободно, красиво, изработено белканто и силно изразителни речитативи и скороговорки...“— проф. Боянка Арнаудова, музикознавець та музичний критик
З партією Фігаро Селимського запросили до Софійської опери — спочатку на гастролі, а після кількох вистав і до штату (1960): у зв'язку з виходом на пенсію Михайла Люцканова звільнилося місце баритона. Незабаром репертуар поповнився ролями Ренато та маркіза ді Поза («Бал-маскарад» і «Дон Карлос» Джузеппе Верді), Єлецького («Пікова дама» Петра Чайковського), Ігоря Святославича («Князь Ігор» Олександра Бородіна).
Селимський вирізнявся високою майстерністю завдяки чудовій школі професора Бримбарова, розкішною сценічною зовнішністю, чудовою дикцією і був талановитим актором. Здобув золоту медаль і 1-ше місце на VII фестивалі молоді та студентів у Відні (1959). На 1-му Міжнародному конкурсі молодих оперних співаків у Софії 1961 року розділив 1-ше місце з англійським баритоном Пітером Глоссопом. Влітку 1968 року в ролі Онєгіна («Євгеній Онєгін» Петра Чайковського) спричинив фурор на Глайндборнському оперному фестивалі, отримав захоплені відгуки преси. «Обзервер» відзначив красу, гнучкість та яскравий тембр голосу Селимського, а сценічну майстерність назвав такою, що перехоплює дух. Згодом Селимський виступав з цією партією на багатьох європейських оперних сценах.
Репертуар Селимського великий і містив близько 40 ролей різних амплуа, від драматичних і ліричних до комічних і гостро характерних: Сільвіо та Тоніо («Паяци» Руджеро Леонкавалло), венеційський гість («Садко» Миколи Римського-Корсакова), Гульєрмо та граф Альмавіва («Так чинять усі» та «Весілля Фігаро» Вольфганга Моцарта), Таддео («Італійка в Алжирі» Джоаккіно Россіні), Ескамілйьо та Зурга («Кармен» і «Шукачі перлів» Жоржа Бізе), Шонар і Шарплес («Богема» та «Мадам Баттерфляй» Джакомо Пуччіні), Шакловітий («Хованщина» Модеста Мусоргського), Балстроуд і Деметрій («Пітер Граймс» і «Сон літньої ночі» Бенджаміна Бріттена) й інші. Болгарська опера представлена ролями вчителя музики («Безіменная зірка» Парашкев Хаджієва, Селимський співав світову прем'єру 1985 року), Нягула («Албена» Парашкева Хаджієва), Терзієва («Антигона 43» Любомира Пипкова), Кітана («Боянський майстер» Константина Ілієва).
1982 року вшанований почесним званням народний артист Болгарії. Володар «Срібної ліри» Спілки музичних діячів Болгарії.
Після смерті 1974 року свого вчителя та родича Христа Бримбарова, Селимський замінив його у вокальному класі чоловічих голосів у консерваторії, він вважав себе продовжувачем вокальної школи Бримбарова. 1983 року став доцентом, 1991 року — професором. Після відходу 1990 року зі сцени повністю присвятив себе викладанню та навчив багатьох іменитих співаків. До 85-річного віку працював з учнями у консерваторії (з 1995 року — Національна музична академія). 15 років працював у Новому болгарському університеті, де був одним із засновників відділення оперного вокалу.
Вся сім'я Асена Селимського — музиканти. Дві дочки — Албена й Ілляна — арфістки, молодша Ілляна має гарне колоратурне сопрано, але віддала перевагу арфі оперній кар'єрі. Дружина Бєліна — піаністка й акомпаніатор, допомагала чоловікові на заняттях з учнями.
Помер 9 січня (за деякими джерелами — 10 січня) 2023 року.
У Золотому фонді Болгарського радіо зберігаються записи оперних спектаклів за участю Асена Селимського: «Бал-маскарад» (3 липня 1964 року) та «Євгеній Онєгін» (5 травня 1975 року).